# One Love (canción de David Guetta)
«One Love» es una canción realizada por el disc jockey francés David Guetta, con la colaboración de la cantante y compositora británica Estelle. El sencillo fue añadido a la lista de éxitos de la BBC Radio 1 de la semana del 28 de octubre de 2009. Fue lanzado como el tercer sencillo del álbum de estudio de Guetta One Love, lanzado en el Reino Unido el 16 de noviembre de 2009.

## Comentarios de la crítica
David Balls de Digital Spy dio a la canción una buena crítica diciendo:

David Guetta se debe sentir como el gato que consigue la crema. Durante 2009, the DJ francés se ha apuntado varios números 1 ('When Love Takes Over', 'Sexy Bitch'), producidos por el exitazo rompe-récords de los Black Eyed Peas' 'I Gotta Feeling', y acompañado por una reluciente colección de artistas de primera categoría para este álbum One Love. Lo que es más, él todavía no se ha quedado sin aliento.

En estos últimos tiempos, ha contratado a Estelle para ayudarle a llenar las pistas de baile. Su producción es tan pegadiza como siempre, pero es La Swaray quien da ese extra de magia a 'One Love'. Como con su colaboración de Faithless de 2005 en 'Why Go?', su voz rezuma un optimismo melancólico que encaja perfectamente con los fuertes ritmos. El resultado no solo alarga la ganadora lista de David Guetta, sin que también abre el apetito de Estelle LP#3 – en progreso ahora. La canción fue premiada con 4 estrellas.David Balls. «David Guetta - 'One Love'». Digital Spy.

## Video musical
El video oficial de la canción, estuvo a cargo del director conocido Little X y fue lanzado el 12 de noviembre de 2009, por el canal oficial de YouTube de David Guetta. El video muestra a Guetta y Estelle entrando en un Camaro con Guetta tocando la canción en su teléfono Nokia y les muestra a ellos conduciendo a través de la ciudad. Mientras, se encuentran con gente deprimida y les hacen felices haciéndoles que bailen mientras envían su amor a través de la forma de un corazón que crean con las manos.

## Listado de canciones
| CD, Maxisencillo, Promo |                                           |          |  |
| N.º                     | Título                                    | Duración |  |
| 1.                      | «One Love» (Radio Edit)                   | 3:17     |  |
| 2.                      | «One Love» (Versión del álbum)            | 4:00     |  |
| 3.                      | «One Love» (Versión extendida)            | 6:48     |  |
| 4.                      | «One Love» (Chuckie & Fatman Scoop Remix) | 8:03     |  |
| 5.                      | «One Love» (Chocolate Puma Remix)         | 7:01     |  |
| 6.                      | «One Love» (Calvin Harris Mix)            | 6:00     |  |
| 7.                      | «One Love» (Avicii Remix)                 | 7:44     |  |
| 8.                      | «One Love» (DJ Snake Remix)               | 6:28     |  |
| 9.                      | «One Love» (Arias Remix)                  | 7:09     |  |

## Posicionamiento en listas
| Lista (2009–10)                             | Mejor posición |
| ------------------------------------------- | -------------- |
| Alemania (Media Control AG)                 | 18             |
| Australia (ARIA)                            | 36             |
| Austria (Ö3 Austria Top 40)                 | 20             |
| Bélgica (Flandes) (Ultratip Bubbling Under) | 4              |
| Bélgica (Valonia) (Ultratip Bubbling Under) | 1              |
| Eslovaquia (Radio Top 100 Chart)            | 2              |
| Estados Unidos (Hot Dance Club Songs)       | 1              |
| European Hot 100                            | 13             |
| Francia (SNEP Digital Chart)                | 46             |
| Israel (Media Forest)                       | 2              |
| Países Bajos (Dutch Top 40)                 | 19             |
| Portugal (Top 20)                           | 7              |
| Reino Unido (UK Singles Chart)              | 46             |
| Reino Unido (UK Dance Chart)                | 4              |
| República Checa (Radio Top 100 Chart)       | 23             |
| Suiza (Schweizer Hitparade)                 | 48             |

## Sucesión en listas
| Anterior: «Make Me» de Janet Jackson | Hot Dance Club Songs — Sencillo Nro 1 16 de enero de 2010 — 23 de enero de 2010 | Siguiente: «Push N Pull» de Noferini & Marini vs. Sylvia Tosun |